# A Philadelphia Quakers (NHL) játékosainak listája
A Philadelphia Quakers egy volt NHL csapat, mely mindössze egy szezonban szerepelt az NHL-ben 1930–1931-ben. Ez a lista azokat a játékosokat tartalmazza, akik legalább egy mérkőzésen pályára léptek a Quakers színeiben.
      Stanley-kupa győztes
| Nemz  | Nemzetiség                               |
| MSz   | Mérkőzésszám                             |
| SK    | Stanley-kupa győztes                     |
| JHCsT | Jégkorong Hírességek Csarnokának a tagja |

| Gy | Győzelem  | HV  | Hosszabbításos vereség |
| V  | Vereség   | KGÁ | Kapott gólátlag        |
| D  | Döntetlen | V%  | Védési hatékonyság     |

| Poz | Pozíció   | JSz | Jobbszélső | A | Assziszt |
| V   | Védő      | C   | Center     | P | Pont     |
| BSz | Balszélső | G   | Gól        | B | Büntetés |

## Kapusok
| Név         | Nemz   | Szezonok  | Alapszakasz | Alapszakasz | Alapszakasz | Alapszakasz | Alapszakasz | Alapszakasz | Alapszakasz | Rájátszás | Rájátszás | Rájátszás | Rájátszás | Rájátszás | Rájátszás | Megjegyzés |
| Név         | Nemz   | Szezonok  | MSz         | Gy          | V           | D           | SO          | KGÁ         | VH%         | MSz       | Gy        | V         | SO        | KGÁ       | VH%       | Megjegyzés |
| ----------- | ------ | --------- | ----------- | ----------- | ----------- | ----------- | ----------- | ----------- | ----------- | --------- | --------- | --------- | --------- | --------- | --------- | ---------- |
| Wilf Cude   | Wales  | 1930–1931 | 30          | 2           | 25          | 3           | 1           | 4.22        | .878        | —         | —         | —         | —         | —         | —         |            |
| Jake Forbes | Kanada | 1930–1931 | 2           | 0           | 2           | 0           | 0           | 3.50        | .896        | —         | —         | —         | —         | —         | —         |            |
| Joe Miller  | Kanada | 1930–1931 | 12          | 2           | 9           | 1           | 0           | 3.81        | .883        | —         | —         | —         | —         | —         | —         |            |

## Mezőnyjátékosok
| Név              | Nemz             | Poszt   | Szezonok  | Alapszakasz | Alapszakasz | Alapszakasz | Alapszakasz | Alapszakasz | Rájátszás | Rájátszás | Rájátszás | Rájátszás | Rájátszás | Megjegyzés |
| Név              | Nemz             | Poszt   | Szezonok  | MSz         | G           | A           | P           | B           | Msz       | G         | A         | P         | B         | Megjegyzés |
| ---------------- | ---------------- | ------- | --------- | ----------- | ----------- | ----------- | ----------- | ----------- | --------- | --------- | --------- | --------- | --------- | ---------- |
| Cliff Barton     | Egyesült Államok | Sz      | 1930–1931 | 43          | 6           | 7           | 13          | 18          | —         | —         | —         | —         | —         |            |
| D’Arcy Coulson   | Kanada           | V       | 1930–1931 | 28          | 0           | 0           | 0           | 103         | —         | —         | —         | —         | —         |            |
| Stanley Crossett | Kanada           | V       | 1930–1931 | 21          | 0           | 0           | 0           | 10          | —         | —         | —         | —         | —         |            |
| Harold Darragh   | Kanada           | JSz     | 1930–1931 | 10          | 1           | 1           | 2           | 2           | —         | —         | —         | —         | —         |            |
| Herbert Drury    | Egyesült Államok | V/BSz   | 1930–1931 | 24          | 0           | 2           | 2           | 10          | —         | —         | —         | —         | —         |            |
| Gord Fraser      | Kanada           | V       | 1930–1931 | 5           | 0           | 0           | 0           | 22          | —         | —         | —         | —         | —         |            |
| Syd Howe         | Kanada           | C       | 1930–1931 | 44          | 9           | 11          | 20          | 20          | —         | —         | —         | —         | —         | JHCsT-1965 |
| Bill Hutton      | Kanada           | V/JSz   | 1930–1931 | 21          | 1           | 1           | 2           | 4           | —         | —         | —         | —         | —         |            |
| James Jarvis     | Kanada           | Sz      | 1930–1931 | 43          | 5           | 7           | 12          | 30          | —         | —         | —         | —         | —         |            |
| Wally Kilrea     | Kanada           | C       | 1930–1931 | 44          | 8           | 12          | 20          | 22          | —         | —         | —         | —         | —         |            |
| Gerry Lowrey     | Kanada           | BSz/C   | 1930–1931 | 42          | 13          | 14          | 27          | 27          | —         | —         | —         | —         | —         |            |
| Ron Lyons        | Kanada           | Sz      | 1930–1931 | 22          | 2           | 4           | 6           | 8           | —         | —         | —         | —         | —         |            |
| Rennison Manners | Kanada           | C/JSz   | 1930–1931 | 4           | 0           | 0           | 0           | 0           | —         | —         | —         | —         | —         |            |
| Eddie McCalmon   | Kanada           | JSz     | 1930–1931 | 16          | 3           | 0           | 3           | 6           | —         | —         | —         | —         | —         |            |
| Johnny McKinnon  | Kanada           | V       | 1930–1931 | 39          | 1           | 1           | 2           | 46          | —         | —         | —         | —         | —         |            |
| Hib Milks        | Kanada           | BSz/V/C | 1930–1931 | 44          | 17          | 6           | 23          | 42          | —         | —         | —         | —         | —         |            |
| Allan Shields    | Kanada           | V       | 1930–1931 | 43          | 7           | 3           | 10          | 98          | —         | —         | —         | —         | —         |            |
| Rodger Smith     | Kanada           | V       | 1930–1931 | 9           | 0           | 0           | 0           | 0           | —         | —         | —         | —         | —         |            |
| Aubrey Webster   | Kanada           | BSz     | 1930–1931 | 1           | 0           | 0           | 0           | 0           | —         | —         | —         | —         | —         |            |
| Wilfred White    | Kanada           | BSz     | 1930–1931 | 9           | 3           | 0           | 3           | 2           | —         | —         | —         | —         | —         |            |